# Chang'e 4
Chang'e 4 (chinês simplificado: 嫦娥四号, pinyin: Cháng'é Sìhào) foi uma missão chinesa de exploração lunar organizada por Administração Espacial Nacional da China, onde um sistema de pouso e um rover fizeram o primeiro pouso suave da humanidade no outro lado da Lua em 3 de janeiro de 2019. Foi a segunda sonda espacial chinesa a pousar na Lua, construída como gêmea e suplente da Chang'e 3 (como a Chang'e 2 foi da Chang'e 1).
A missão foi lançada em 7 de dezembro de 2018, como parte da segunda fase do Programa Chinês de Exploração Lunar. e entrou em órbita lunar no dia 12 de dezembro de 2018. A sonda aterrissou no lado oculto da Lua em 3 de janeiro de 2019 às 02h26 UTC.
Após o sucesso da missão da Chang'e 3 e da Chang'e 4, a configuração foi ajustada para equipamento de teste da Chang'e 5, que recolheu amostras da superfície lunar e retornar com elas para a Terra.

## Visão Geral

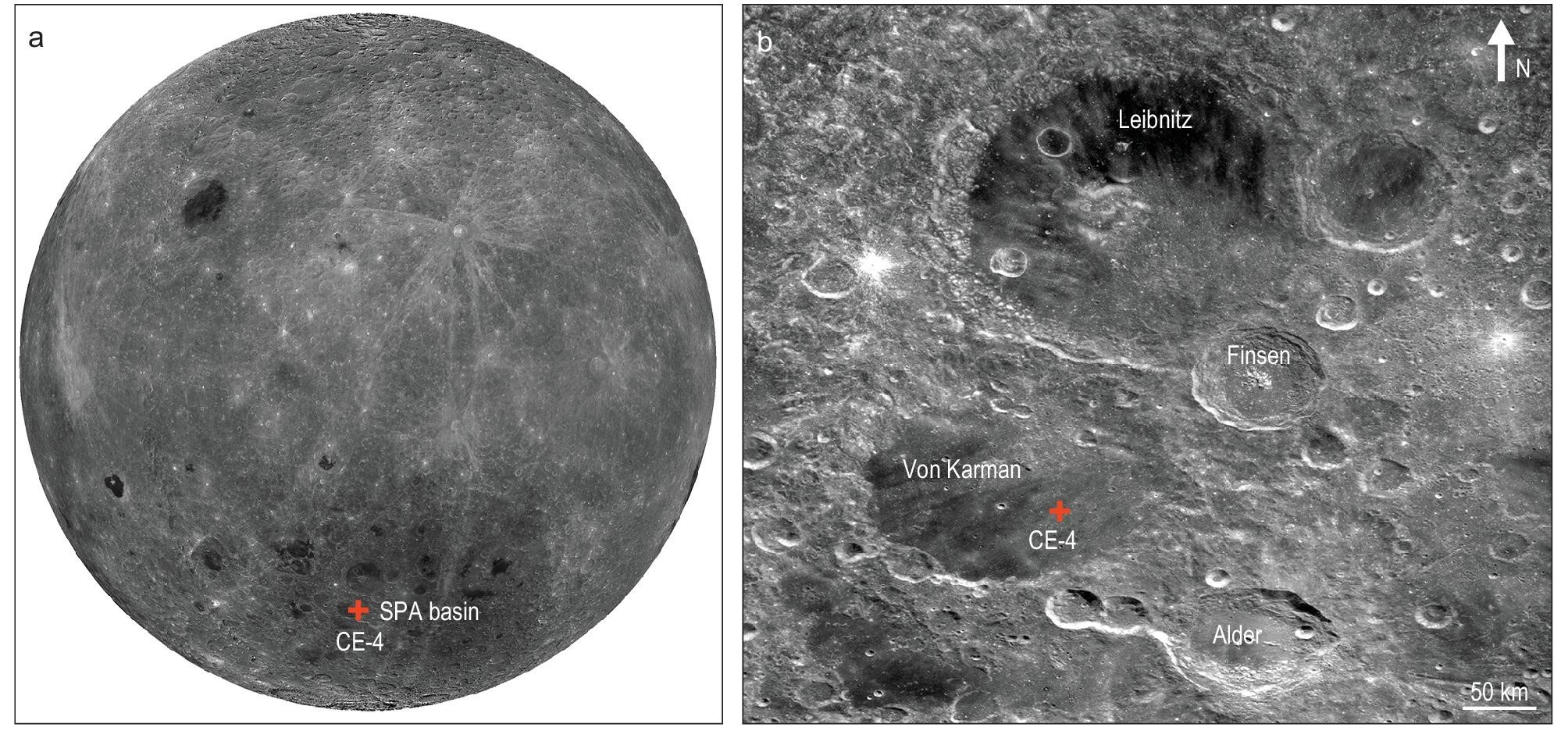
Localização da zona de pouso da Chang'e 4 no lado oculto da Lua, que não é visível da Terra devido ao bloqueio de maré.

O Programa Chinês de Exploração Lunar foi projetado para ser conduzido em quatro  fases de avanço tecnológico incremental: A primeira é simplesmente atingir a órbita lunar, uma tarefa concluída pela Chang'e 1 em 2007 e pela Chang'e 2 em 2010. A segunda é o pouso na Lua, como Chang'e 3 fez em 2013 e Chang'e 4 fez em 2019. A terceira é coletar amostras lunares do lado próximo e enviá-las para a Terra, uma tarefa que Chang'e 5 concluiu em 2020. A quarta fase consiste no desenvolvimento de uma estação de pesquisa robótica próxima ao polo sul da Lua.
A missão Chang'e 4 teve o objetivo de determinar a idade e composição de uma região inexplorada da Lua, bem como desenvolver tecnologias necessárias para as fases posteriores do programa.

### Lançamento
A missão Chang'e 4 foi programada para ser lançada em 2015, mas ajustes de design da missão impuseram atrasos e o lançamento foi adiado para 7 de dezembro de 2018, às 18h23 UTC.

### Transferência Terra-Lua
A espaçonave entrou na órbita lunar em 12 de dezembro de 2018, 08h45 UTC. O periélio da órbita foi reduzido para 15 km (9,3 mi) em 30 de dezembro de 2018, 00h55 UTC.

### Pouso na Lua
A nave pousou às 02h26 UTC de 3 de janeiro de 2019, logo após o nascer do sol lunar sobre a cratera Von Kármán na grande bacia do Polo Sul-Aitken. Chang'e 4 tornando-se a primeira espaçonave a pousar no lado oculto da Lua. O rover Yutu-2 foi liberado cerca de 12 horas após o pouso.

## Objetivos
O principal objetivo da Chang'e 4 era encontrar e estudar materiais da Bacia de Aitken. Um antigo evento de colisão na Lua deixou para trás uma cratera muito grande, chamada Bacia de Aitken, que agora tem cerca de 13 km de profundidade, e acredita-se que o impacto maciço provavelmente tenha exposto a crosta lunar e provavelmente materiais do manto. Um potencial estudo desse material obteria uma visão sem precedentes da estrutura interna e das origens da Lua.
Os objetivos científicos específicos eram: 
- Medir as composições químicas de rochas e solos lunares;

- Medir a temperatura da superfície lunar ao longo da duração da missão;

- Realizar observação e pesquisa radioastronômica de baixa frequência usando um radiotelescópio;

- Estudar os raios cósmicos;

- Observar a coroa solar, investigar suas características e mecanismo de radiação e explore a evolução e o transporte de ejeção de massa coronal (CME) entre o Sol e a Terra.

## Componentes da Missão

### Satélite de retransmissão Queqiao

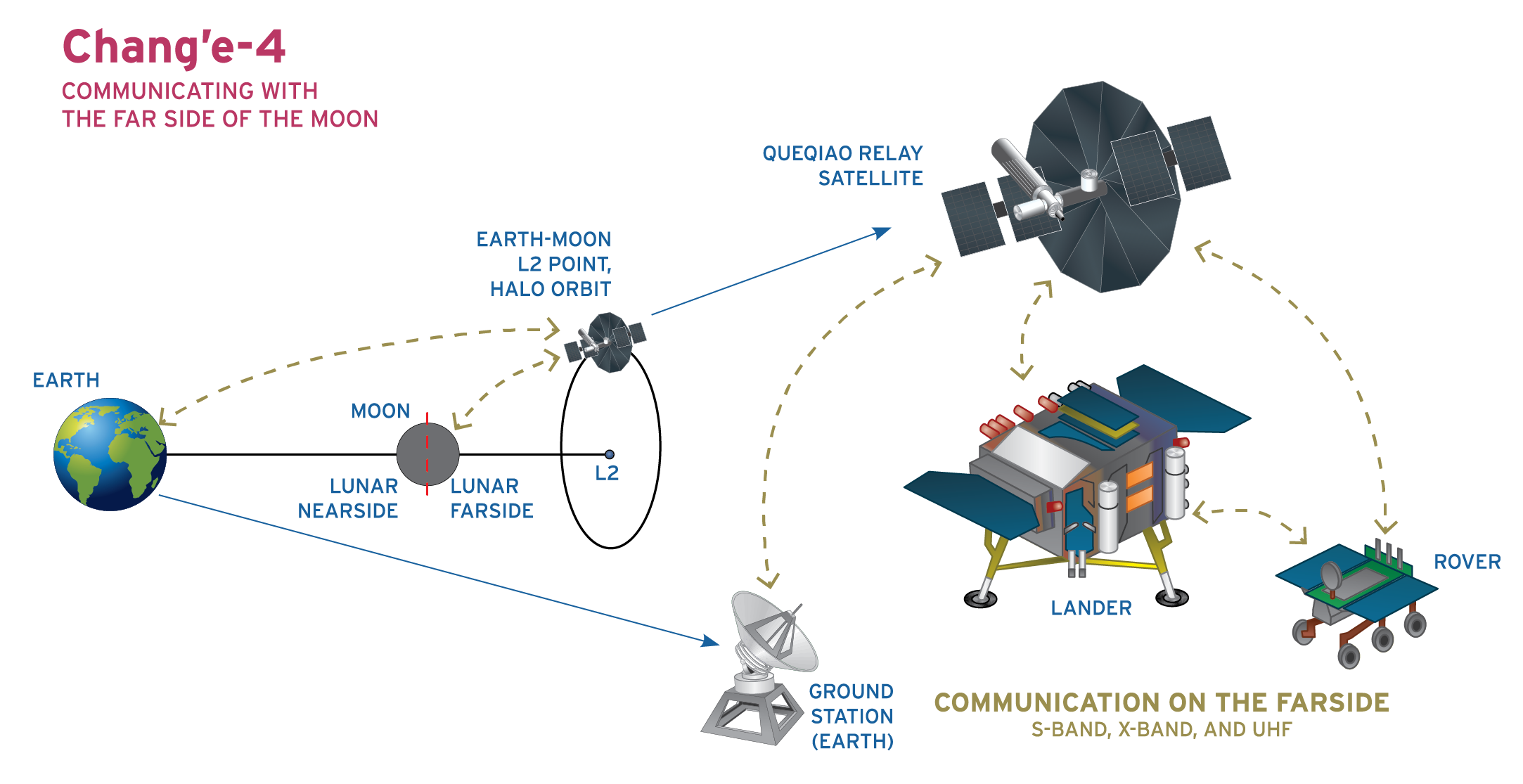
Comunicação com Chang'e 4 no lado oculto da Lua

Comunicação direta da Terra com o lado oculto da Lua é impossível, pois as transmissões são bloqueadas pela Lua. As comunicações devem passar por um satélite retransmissor de comunicações, colocado em um local que tenha uma visão clara do local de pouso e da Terra. Como parte do Programa de Exploração Lunar, a Administração Espacial Nacional da China (CNSA) lançou o satélite retransmissor Queqiao (chinês simplificado: 鹊桥, pinyin: Quèqiáo) em 20 de maio de 2018 para uma órbita de halo ao redor do Ponto Lagrange L2 da Terra-Lua. O satélite retransmissor é baseado no projeto Chang'e 2, tem uma massa de 425 kg (937 lb) e usa uma antena de 4,2 m (14 pés) para receber sinais de banda X do módulo de pouso e do rover, e retransmitir para o controle da Terra na banda S.
A espaçonave levou 24 dias para chegar a L2, usando uma passagem lunar para economizar combustível. Em 14 de junho de 2018, Queqiao concluiu sua queima de ajuste final e entrou na órbita da missão halo L2, que fica a cerca de 65 mil quilômetros (40 mil milhas) da Lua. Este é o primeiro satélite retransmissor lunar neste local.
O nome Queqiao ("Ponte das Pegas") foi inspirado e veio do conto chinês O Vaqueiro e a Tecelã.

### MicrossatélitesLongjiang
Como parte da missão Chang'e 4, dois microssatélites (45 kg cada) chamados Longjiang-1 e Longjiang-2 (chinês simplificado: 龙江, pinyin: Lóng Jiāng, lit. ‘Rio Dragão’), foram lançados junto com Queqiao em maio de 2018. Ambos os satélites foram desenvolvidos pelo Instituto de Tecnologia de Harbin, na China. Longjiang-1 não conseguiu entrar na órbita lunar, mas Longjiang-2 teve sucesso e operou na órbita lunar até 31 de julho 2019, quando foi deliberadamente direcionado para colidir com a Lua.
O local de impacto de Longjiang 2 está localizado em 16,6956, 159,517 dentro da cratera Van Gent, onde o impacto causou uma cratera de 4 por 5 metros.
Esses microssatélites foram encarregados de observar o céu em frequências muito baixas (1–30 megahertz), correspondendo a comprimento de ondas de 300m a 10m, com o objetivo de estudar fenômenos energéticos de fontes celestes. Devido à ionosfera da Terra, nenhuma observação nesta faixa de frequência foi feita anteriormente na órbita da Terra, oferecendo um potencial avanço científico.

### Aterrissador e o rover Yutu-2
O design do módulo de pouso e rover Chang'e 4 foi construído como um backup do Chang'e 3,  e com base na experiência e nos resultados dessa missão, o Chang'e 4 foi adaptado às especificidades da nova missão. O módulo de pouso e o rover foram lançados pelo foguete Longa Marcha 3B em 7 de dezembro de 2018, 18h23 UTC, seis meses após o lançamento do satélite retransmissor Queqiao.
A massa total de pouso é de 1 200 kg. Tanto o módulo de pouso estacionário quanto o rover Yutu-2 estão equipados com uma unidade de aquecimento de radioisótopos (RHU) para aquecer seus subsistemas durante as longas noites lunares,  enquanto a energia elétrica é gerada por painéis solares.
Após o pouso, o aterrissador estendeu uma rampa para liberar o rover Yutu-2 na superfície lunar, que mede 1,5 × 1,0 × 1,0 m (4,9 × 3,3 × 3,3 pés) e tem uma massa de 140 kg (310 lb). O rover Yutu-2 foi fabricado pela Academia Chinesa de Tecnologia Espacial; é movido a energia solar, aquecido por RHU e é movido por seis rodas. O tempo nominal de operação do rover é de três meses, mas após a experiência com o rover Yutu em 2013, o design do rover foi melhorado. Em 21 de novembro de 2019, Yutu 2 quebrou o recorde de longevidade lunar, de 322 dias terrestres, anteriormente detido pelo rover Lunokhod 1 da União Soviética (17 de novembro de 1970 a 4 de outubro de 1971).

## Carga Científica
O satélite de retransmissão, o microssatélite, o lander e o rover carregaram cargas científicas.   As cargas científicas são, em parte, fornecidas por institutos de pesquisa chineses e por parceiros internacionais na Suécia, Alemanha, Países Baixos e Arábia Saudita.
O satélite de retransmissão Queqiao que está em uma órbita de halo em torno do pronto L2 Terra-Lua tem como objetivo fornecer comunicações de retransmissão contínuas entre a Terra e o módulo de pouso no lado oculto da Lua. Além disso, este satélite hospeda um Explorador de Baixa Frequência (NCLE), um instrumento que realiza estudos astrofísicos no regime de rádio de 80 quilohertz a 80 megahertz,  que foi desenvolvido pela Radboud University na Holanda e pela Academia Chinesa de Ciências. O NCLE no orbitador e o LFS no módulo de pouso trabalham em sinergia, realizando observações radioastronômicas de baixa frequência (0,1–80 MHz).
O módulo de pouso e o rover carregam cargas científicas para estudar a geofísica da zona de pouso, com capacidade de realizar experimentos biológicos e químicos. O módulo de pouso está equipado com as seguintes cargas:
- Câmera de pouso (LCAM), montada na parte inferior da espaçonave, a câmera começou a produzir um fluxo de vídeo a uma altura de 12 km (7.5 mi) acima da superfície lunar.
- A Câmera de terreno (TCAM), montada no topo do módulo de pouso e capaz de girar 360°, usada para obter imagens da superfície lunar e do rover em alta definição.
- Espectrômetro de baixa frequência (LFS)[38] para observar explosões de rádio solares em frequências entre 0,1 e 40 MHz e para estudar a ionosfera lunar.
- Lunar Lander Neutrons and Dosimetry (LND), um dosímetro (de nêutrons) desenvolvido pela Universidade de Kiel na Alemanha[51] que coleta informações sobre dosimetria de radiação para futura exploração humana do Lua, e contribuirá para estudos de vento solar.[52][53] O equipamento mostrou que a dose de radiação na superfície da Lua é 2 a 3 vezes maior do que a experimentada pelos astronautas na ISS.[54][55]
- Microecossistema Lunar, um cilindro selado de 3 kg (6.6 lb) biosfera com 18 cm (7.1 in) de comprimento e 16 cm (6.3 in) de diâmetro com sementes e ovos de insetos para testar se plantas e insetos poderiam eclodir e crescer.[49][56] O experimento inclui seis tipos de organismos: semente de algodão, batata, colza, Arabidopsis thaliana (uma planta com flores), bem como levedura e mosca da fruta.[57] Os sistemas ambientais mantêm o contêiner hospitaleiro e semelhante ao da Terra, exceto pela baixa gravidade lunar e pela radiação.[58] Poucas horas após o pouso, em 3 de janeiro de 2019, a temperatura da biosfera foi ajustada para 24°C e as sementes foram regadas. Em 15 de janeiro de 2019, foi relatado que sementes de algodão, colza e batata haviam brotado, mas foram divulgadas imagens apenas de sementes de algodão.[59]No entanto, em 16 de janeiro, foi relatado que o experimento foi encerrado devido a uma queda na temperatura externa para -52°C com o início da noite lunar e a uma falha no aquecimento da biosfera.[60] O experimento foi encerrado após nove dias, em vez dos 100 dias planejados, mas informações valiosas foram obtidas.[60][61]

Os equipamentos científicos do rover Yutu-2 são os seguintes:
- Uma Câmera Panorâmica (PCAM) instalada no mastro do rover e pode girar 360°. Possui uma faixa espectral de 420 nm a 700 nm e adquire imagens 3D por estereovisão binocular.[38]
- Radar de penetração lunar (LPR) com profundidade de sondagem de aproximadamente 30m com resolução vertical de 30 cm e mais de 100 m com resolução vertical de 10 m.[38]
- Espectrômetro de imagem visível e infravermelho próximo (VNIS). Usado para espectroscopia de imagem e identificar materiais de superfície e gases traços atmosféricos. A faixa espectral abrange comprimentos de onda do visível ao infravermelho próximo (450nm - 950 nm).[38]
- Advanced Small Analyzer for Neutrals (ASAN), é um analisador energético de átomos neutros fornecido pelo Instituto Sueco de Física Espacial (IRF) e estudo como o vento solar interage com a superfície lunar, o que pode ajudar a determinar o processo por detrás da formação da água lunar.[51]

## Conquistas
A sonda chinesa Chang'e-4 pousou em 3 de janeiro de 2019. Após o pouso, a sonda implantou imediatamente seu veículo espacial Yutu-2, que usa o Radar de Penetração Lunar (LPR) para investigar o subterrâneo que ele percorre.
Um ano após o pouso, a sonda Chang'E-4 revelou as observações feitas pela LPR a bordo do veículo espacial Yutu-2 durante os dois primeiros dias lunares. A subsuperfície no local de pouso CE-4 é muito mais transparente para as ondas de rádio, e essa observação qualitativa sugere um contexto geológico diferente para os locais de desembarque de Chang'E-3. Os cientistas combinaram a imagem do radar com dados tomográficos e análise quantitativa da subsuperfície. Eles deduziram que a subsuperfície é feita principalmente por materiais granulares altamente porosos que incorporam rochas de vários tamanhos. A substância provavelmente é o resultado de turbulentas galáxias precoces quando meteoros e outros detritos espaciais atingiam a Lua com freqüência.

## Custos
Segundo o vice-diretor do projeto, que não quis citar um valor exato, "o custo (de toda a missão) está próximo da construção de um quilômetro de metrô". O custo por quilômetro do metrô na China varia de 500 milhões de yuans (cerca de US$ 72 milhões) a 1,2 bilhão de yuans (cerca de US$ 172 milhões), com base na dificuldade de construção.

## Colaboração internacional
A Chang'e 4 marca a primeira grande colaboração entre Estados Unidos e China na exploração espacial desde a proibição do Congresso dos Estados Unidos em 2011. Cientistas dos dois países tiveram contato regular antes do pouso. Isso incluiu conversas sobre a observação de plumas e partículas levantadas da superfície lunar pelo foguete da sonda durante o pouso para comparar os resultados com previsões teóricas, mas o Lunar Reconnaissance Orbiter (LRO) da NASA não estava na posição certa para isso durante o pouso. Os americanos informaram os cientistas chineses sobre seus satélites em órbita ao redor da Lua, enquanto os chineses compartilharam com os cientistas americanos a longitude, latitude e momento do pouso da Chang'e 4.
A China concordou com um pedido da NASA para usar a sonda Chang'e 4 e o satélite de retransmissão Queqiao em futuras missões lunares americanas.

## Reação Internacional
O administrador da NASA, Jim Bridenstine, parabenizou a China e saudou o sucesso da missão como "uma conquista impressionante".
Martin Wieser, do Instituto Sueco de Física Espacial e investigador principal de um dos instrumentos a bordo do Chang'e, disse: "Conhecemos o lado oculto por imagens orbitais e satélites, mas não o conhecemos pela superfície. É um território desconhecido. e isso torna tudo muito emocionante."